# Biatlon op de Olympische Winterspelen 1964
Biatlon is een van de sporten die beoefend werden tijdens de Olympische Winterspelen 1964 in Innsbruck, Oostenrijk. De wedstrijden vonden plaats in de Olympiaregion Seefeld in Seefeld in Tirol.

## Heren

### 20 kilometer individueel
| Rang   | Sporter(s)          | Land | Tijd      | Pen. |
| ------ | ------------------- | ---- | --------- | ---- |
| Goud   | Vladimir Melanin    | URS  | 1:20:26.8 | 0    |
| Zilver | Aleksandr Privalov  | URS  | 1:23:42.5 | 0    |
| Brons  | Olav Jordet         | NOR  | 1:24:38.8 | 1    |
| 4      | Ragnar Tveiten      | NOR  | 1:25:52.5 | 3    |
| 5      | Wilhelm György      | ROU  | 1:26:18.0 | 2    |
| 6      | Józef Rubiś         | POL  | 1:26:31.6 | 2    |
| 7      | Valentin Psjenitsyn | URS  | 1:26:59.0 | 2    |
| 8      | Hannu Posti         | FIN  | 1:27:16.5 | 1    |

## Medaillespiegel
| Plaats | Land        | NOC    | Goud | Zilver | Brons | Totaal |
| ------ | ----------- | ------ | ---- | ------ | ----- | ------ |
| 1      | Sovjet-Unie | URS    | 1    | 1      | 0     | 2      |
| 2      | Noorwegen   | NOR    | 0    | 0      | 1     | 1      |
| Totaal | Totaal      | Totaal | 1    | 1      | 1     | 3      |